# Speedmetal

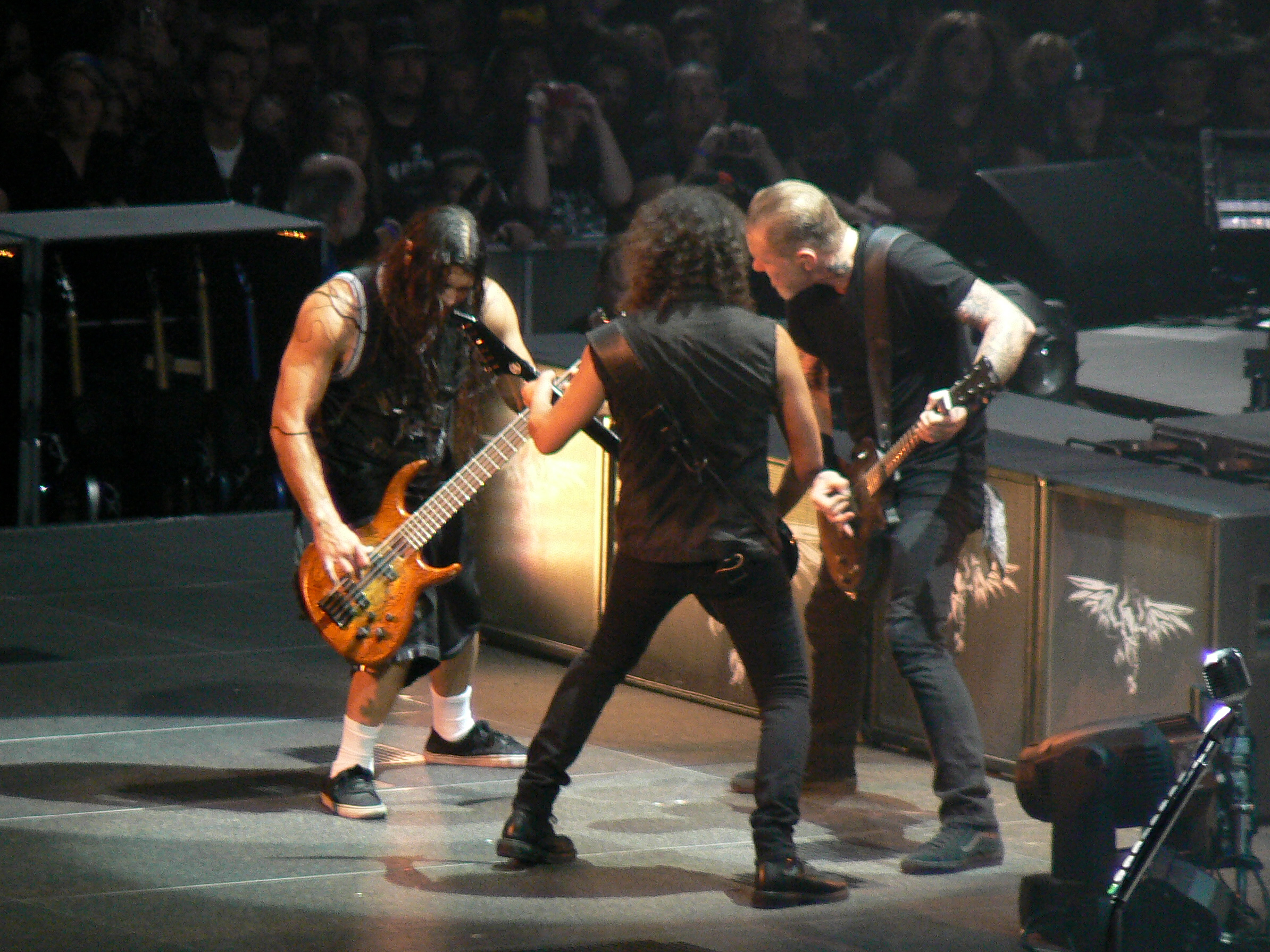
Metallica

Speedmetal is een snelle variant op heavy metal. Speedmetal is een voorloper van thrashmetal en kent naast snelheid minimale tempowisselingen. Andere kenmerken van speedmetal zijn een zangstijl met hoge uithalen, pompeuze melodielijnen en flitsende gitaarsolo's.
De Engelse NWOBHM-bands Motörhead, Venom en Raven gelden als voorlopers van het genre en zijn sterk van invloed geweest op de ontwikkeling van speedmetal. Het Motörhead album Ace of Spades uit 1980 werd bijvoorbeeld een commercieel succes en beïnvloedde Amerikaanse metalbands in de ontwikkeling van nieuwe metalgenres. Motörhead speelt snelle heavy metal maar noemt haar muziek zelf 'fast rock-'n-roll'. De muziek van Motörhead, Venom en Raven heeft een duidelijke invloed gehad op de debuutalbums van bands als Metallica, Megadeth, Slayer en Anthrax. De muziek van deze bands is uiteindelijk van speedmetal naar thrashmetal geëvolueerd.
Een van de eerste speedmetalbands uit Nederland was Mysto Dysto.

## Speedmetalartiesten
- Accept
- Agent Steel
- Angel Dust
- Anthrax
- Anvil
- Blind Guardian
- Death Angel
- Destruction
- DragonForce
- Exciter
- Gamma Ray
- Helloween
- Megadeth
- Metallica
- Slayer
- Venom